# Scars (Basement Jaxx)
Scars è il quinto album discografico in studio del gruppo musicale di musica elettronica inglese Basement Jaxx, pubblicato nel settembre 2009.

## Tracce
1. Scars (feat. Kelis, Meleka & Chipmunk) – 4:15
2. Raindrops – 4:10
3. She's No Good (feat. Eli "Paperboy" Reed) – 3:26
4. Saga (feat. Santigold) – 2:42
5. Feelings Gone (feat. Sam Sparro) – 3:42
6. My Turn (feat. Lightspeed Champion) – 4:52
7. A Possibility (feat. Amp Fiddler) – 2:45
8. Twerk (feat. Yo! Majesty) – 3:30
9. Day of the Sunflowers (We March On) (feat. Yōko Ono) – 5:59
10. What's a Girl Gotta Do (feat. Paloma Faith) – 4:04
11. Stay Close (feat. Lisa Kekaula) – 3:01
12. Distractionz (feat. Jose Hendrix) – 5:03
13. Gimme Somethin' True (feat. Jose James) – 5:29

## Formazione
- Felix Buxton - voce, produzione
- Simon Ratcliffe - strumenti vari, produzione